# 공주 갑사 석조보살입상
공주 갑사 석조보살입상(公州 甲寺 石造菩薩立像)은 충청남도 공주시 계룡면, 갑사에 있는 석불이다. 1976년 1월 8일 충청남도의 유형문화재 제51호로 지정되었다.
갑사 뒷산 중사자암에 약사여래입상, 갑사 부도와 같이 있던 것을 갑사에 옮겨 보관하고 있다. 화강암 석재로 만들었으며 목부분이 깨졌고 보주형(寶珠形) 두광(頭光)부분을 마애불처럼 붙여서 조각하였다. 얼굴은 마멸이 심해 분명하지 않으나 코가 오똑하고 눈은 감은 듯 하다. 옷은 양 어깨를 감싸고 있는데, 한 자락이 오른손 손목을 거쳐 등쪽으로 넘겨졌다. 하체에 걸쳐진 옷은 선이 부드럽고 얇아서 신체의 굴곡을 충실히 표현하고 있다. 가슴부분의 오른손은 뭔가 들고 있는 듯 하나 분명하지 않고, 왼손은 팔을 내려 무릎 부분에서 목이 긴 병을 들고 있다.
전체적으로 잘록한 허리, 어깨 등 조각수법이 세련된 감을 주고 있으며 백제시대의 작품으로 보인다.

## 같이 보기
- 갑사

## 참고 자료
- 갑사석조보살입상 - 국가유산청 국가유산포털